# Rancid
Rancid é uma banda de punk rock que surgiu no começo dos anos 1990 na Califórnia.

## Histórico

### Surgimento
Os amigos californianos Tim Armstrong e Matt Freeman tocaram juntos na banda Operation Ivy de Ska punk até 1989, quando ela acabou. Tim se envolveu com drogas e álcool e o amigo Matt achou que ele precisava de uma nova atividade para se livrar do problema. A solução foi criar uma banda, a Dowfall, mas ela durou muito pouco. Matt desistiu e montou outra, chamada Rancid.
A formação era Tim na guitarra, Matt no baixo e ambos no vocal. Logo chamaram o baterista Brett Reed e Matt saiu da outra banda que ele fazia parte, The Gr’ups, para se dedicar integralmente ao Rancid.
No início houve um convite a Billie Joe Armstrong para assumir as guitarras e ficou uma semana tocando na banda, mas este estava em grande crescimento com o Green Day.

### Início das atividades
Em 1992, saiu o primeiro ‘single’, "I’m Not The Only One", pelo selo Lookout Records. O grupo sentiu a necessidade de mais um guitarrista e chamou Lars Frederiksen, que também se tornou vocalista. Ele tocava na UK Subs, mas queria tocar em uma banda que tivesse somente interesse no puro punk-rock, como era o caso da Rancid.
O álbum de estreia homônimo chegou em 1993 sem a presença de Lars e já pela nova gravadora, a Epitaph. Ele não queria receber o mérito do disco já que não estava com a banda desde o início da criação das canções. Os destaques de Rancid foram as canções "Get Outa My Way", "The Bottle", "Unwritten Rules" e "Another Night". O grupo realizou vários shows pela Europa para divulgar o disco e conquistou fãs com a forte influência do ska e fazendo a troca de vocalistas na mesma canção (conhecido como Tag Team).
Finalmente, em 1994, Lars entrou em estúdio para gravar com o Rancid o single "Radio". A canção foi escrita em parceira com o guitarrista e vocalista do Green Day, Billie Joe Armstrong, e traz muita influência das duas bandas. No ano seguinte, chegaram às lojas o segundo título, Let’s Go, considerado um clássico do grupo com a canção "Salvation", que foi a primeira a ser tocadas nas rádios. Ainda em 1994 Tim Armstrong grava junto com o Bad Religion a música "Television".
O grupo ainda encontrou tempo para realizar um projeto especial chamado Shaken ‘69, um grupo de ska com Dave Mello, Paul Jackson e Eric ‘Dinwitty’ Dinn. Mas os compromissos de todos com outras bandas os impediram de seguir adiante com o projeto. Eles conseguiram gravar apenas algumas canções e fazer poucos shows. No resto do ano, o Rancid ficou em turnê pelos Estados Unidos e o grupo esteve presente em álbuns especiais, entre eles o "Rock Stars Kill", uma compilação com o subtítulo "As 23 bandas que menos querem ser estrelas do rock".

### Afirmação
Rancid se tornava aos poucos um grupo bem sucedido. Em janeiro de 1995, eles lançaram um novo single com "Roots Radicals" e "I Wanna Riot", logo depois saíram em turnê pelas grandes capitais norte-americanas. Em março daquele ano entraram em estúdio por seis semanas para gravar com a pressão de repetir o sucesso do aclamado disco anterior e se superaram com o lançamento de ...And Out Come the Wolves.
O disco seguinte, Life Won't Wait de (1998), colocou o grupo mais próximo do ska, reggae e dub sendo até mesmo comparado com Sandinista! do The Clash. Dois anos depois, voltaram com o punk que estavam acostumados a fazer, nesse disco com um som mais próximo do hardcore.
Como não podia ser diferente, alguns integrantes começaram a se dedicar a projetos paralelos. Eles criaram um selo pela Epitaph, o Hellcat, especializado em punk. Lars ainda lançou um disco pelo selo, "Lars Frederiksen & The Bastards". No ano de 2003, o Rancid trouxe ao público o album Indestructible, que foi realizado pela Warner. Em novembro de 2006, o baterista Brett Reed anunciou que iria deixar a banda e foi substituído por Branden Steineckert, ex-baterista da banda "The Used". A banda anunciou o lançamento de um novo álbum em 2007. Dois anos mais tarde 2009 é lançado o álbum "Let the Dominoes Fall". Em outubro de 2014 a banda lançou seu mais recente álbum, ...Honor Is All We Know, realizado pela Epitaph.

### Boatos
Recentemente, Matt Freeman sofreu com uma inflamação grave no pulmão por conta de seu grande vício, o fumo. Muitos boatos foram criados em cima da enfermidade de Freeman, alguns chegaram a dizer que o Rancid havia acabado pois Matt estava com câncer no pulmão, outros diziam que se o Rancid voltasse, provavelmente Freeman iria abandonar os vocais devido a um câncer na garganta, mas tudo foi esclarecido, e após uma cirurgia Freeman está de volta à ação.

## Integrantes
- Tim Armstrong (Guitarra e Vocal)
- Lars Frederiksen (Guitarra e Vocal)
- Matt Freeman (Baixo e Vocal)
- Branden Steineckert (Bateria)

### Ex-Membro
- Brett Reed - bateria

## Discografia

### Álbuns de estúdio
- 1993 -	Rancid
- 1994 -	Let's Go
- 1995 -	...And Out Come the Wolves
- 1998 -	Life Won't Wait
- 2000 - Rancid
- 2003 -	Indestructible
- 2009 -	Let the Dominoes Fall
- 2014 - ...Honor Is All We Know
- 2017 - Trouble Maker
- 2023 - Tomorrow Never Comes

### Splits
- 2002 - BYO Split Series Vol. 3

### EPs
- 1992 - Rancid
- 1993 - Radio Radio Radio
- 2000 - Let Me Go